# Total War: Warhammer 3
Total War: Warhammer III est un jeu vidéo de stratégie au tour par tour et de tactiques en temps réel développé par Creative Assembly et édité par Sega. Il fait partie de la série Total War, et le troisième à se dérouler dans l'univers fictif de Warhammer de Games Workshop (après Total War: Warhammer de 2016 et Total War: Warhammer II de 2017). Le jeu est sorti en février 2022.

## Scénario
Le scénario est réparti dans deux campagnes distinctes.
La première "Le dieu perdu", raconte les recherches de Yuri, jeune prince issu du royaume de Kislev, pour retrouver Ursun, le dieu-ours de son pays, qui n'a plus donné de signe de vie depuis plusieurs années. Cette campagne sert de tutoriel aux bases de Total War Warhammer 3, ou l'on apprend comment livrer bataille et comment développer les places fortes que nous avons conquises. Cette campagne se conclut sur la corruption de Yuri par les dieux du chaos, qui l'incitent à trahir Ursun et à se transformer en Prince-Démon. Ursun est laissé pour mort. Cette campagne sert de tutorial au jeu, en présentant de nouvelles mécaniques comme celle des sièges.
La deuxième campagne, nommée "Les royaumes du chaos", revèle qu'Usrun n'a pas été tué, mais qu'il est aux portes de la mort. Similaire à la campagne du Vortex de l'opus précédent, elle sert de bac à sable narratif aux factions de base du jeu. 
Huit factions cherchent à l'atteindre avec un but différent :
Le Prince-Démon, représentant du Chaos Universel, cherche à achever son œuvre et à terrasser Ursun une bonne fois pour toutes.
Les factions du royaume de Kislev , un royaume inspiré de la culture russo-polonaise, cherchent à sauver leur dieu-ours.
Skarbrand, démon au service du dieu chaotique Khorne, incarnation de la violence et de la haine. Skarbrand a été désavoué pas son maître, et cherche à racheter ses fautes en lui ramenant le crâne d'Ursun.
Kugath le père des épidémies, est un démon de Nurgle, dieu des épidémies. Il souhaite se servir du corps du dieu-ours pour créer une maladie capable d'infecter même les dieux du chaos.
Kairos Tisseur de Destin, est un démon servant Tzeentch , le dieu de la tromperie. Pouvant voir le passé et le futur mais incapable de voir le présent, il cherche à s'approprier les yeux d'Ursun pour avoir cette vision.
N'Kari est un démon de Slaneesh, seigneur des excès et des péchés. Il convoite le chagrin du peuple de Kislev et de son dieu mourrant pour son plaisir personnel.
Les seigneurs dragons de la nation de Cathay cherchent à sauver Ursun, ce dernier possédant des connaissances pouvant leur permettre de retrouver un de leurs congénères disparus.
Les tribus des Royaumes Ogres cherchent à accéder au dieu mourant, et utiliser son corps pour organiser un immense banquet. 
Pour pouvoir accomplir leur but, les différentes factions du jeu vont devoir dans un premier temps s'aventurer dans la demeure de chaque dieu du chaos et y défier un champion, pour s'approprier le pouvoir nécessaire pour accéder à la prison d'Ursun. Une fois ceci fait, une dernière bataille contre les geôliers d'Ursun permet de gagner la campagne , et d'avoir accès à un nouveau Seigneur Légendaire.  

## Système de jeu
Comme ses prédécesseurs, Total War: Warhammer III propose un gameplay de stratégie au tour par tour et tactique en temps réel similaire à d'autres jeux de la série Total War.
Dans la campagne, les joueurs déplacent des armées sur une carte et gèrent leurs colonies au tour par tour. Les joueurs peuvent agir diplomatiquement ou combattre les factions contrôlées par une IA. Lors de batailles, les différentes armées se battent en temps réel. Le jeu aura également un mode où les joueurs pourront créer des batailles personnalisées en temps réel, ainsi que des batailles multijoueur en ligne.
Les races présentes dans le jeu sont les civilisations humaines de Kislev (basé sur l’histoire de la Russie médiévale) et Grand Cathay (basé sur la Chine impériale), et les factions basées sur les quatre dieux du Chaos (Khorne, Tzeentch, Nurgle et Slaanesh). Une dernière faction est composée du chaos dit "universel" qui regroupe les 4 autres factions en une nouvelle. La race des Ogres sera mise à la disposition des « early adopters » (ceux qui ont pré-acheté le jeu avant sa sortie, ou acheté dans la première semaine après sa sortie),,.
Les détails de la campagne principale restent inconnus, mais les développeurs ont déclaré qu'elle se déroulerait dans le royaume du chaos, qui serait la source de toute la magie dans le cadre de Warhammer Fantasy,. Le directeur du jeu, Ian Roxburgh, a déclaré que la carte de la campagne serait "deux fois plus grande" que la carte de la campagne Eye of the Vortex apparue dans Total War: Warhammer II.

## Contenus additionnels

### Immortal Empires et Champions of Chaos
Le 23 aout 2022, une nouvelle campagne appelée "Immortal Empires" est introduite dans le jeu. Cette campagne de type "bac-à-sable" permet de jouer l'intégralité des factions disponibles dans les 3 opus de Total War Warhammer, dans une carte de campagne qui représente le monde de Warhammer dans son ensemble. D'abord déclaré en version BETA, la campagne devient "effective" le 16 février 2023. Dans le même temps, Creative Assembly annonce que la campagne sera disponible pour les joueurs ne possédant que Total War Warhammer 3 , là où il fallait posséder les 3 jeux pour y avoir accès.
De plus, un nouveau contenu additionnel appelé "Champions of Chaos" est ajouté au jeu. Ce DLC ajoute 4 nouveaux seigneurs légendaires à la faction des Guerriers du Chaos en plus de ceux déjà existants (à savoir Archaon , Kholek et Sigvald). Ces 4 seigneurs légendaires peuvent être joués à la fois dans les campagnes "Immortal Empires" et "Les Royaumes du Chaos", et chacun d'entre eux a prêté allégeance à un dieu du Chaos en particulier. Un autre seigneur, Bela'Kor, a été ajouté en tant que 8e seigneur de la race dans un contenu additionnel gratuit.

### Forge of the Chaos Dwarfs
Le 14 mars 2023, un nouveau contenu additionnel est annoncé pour le 13 avril. Ce DLC permet de jouer une toute nouvelle race : les Nains du Chaos.

### Shadows of Change
Le 31 aout, la sortie du  DLC Shadows of Change permet d'ajouter de nouvelles unités et de nouveaux Seigneurs Légendaires pour les factions de Kislev , Cathay et de Tzeentch .

### Thrones of Decay
Sorti le 30 avril 2024, Thrones of Decay introduit quatre Seigneurs Légendaires dont un gratuit, de nouvelles unités et des refontes de mécaniques pour l'Empire, Nurgle et les Nains ; c'est la première fois que les factions d'un contenu additionnel pourront être achetées séparément. Ce DLC a reçu des critiques largement positives de la presse spécialisée et des joueurs.

### Omens of Destruction
Dernier DLC en date du 12 décembre 2024, Omens of Destruction rajoute quatre Seigneurs Légendaires et changements de mécaniques de jeu pour les Royaumes Ogres, Khorne et les Peaux-vertes. Retenant les leçons de leur dernier DLC, les trois principaux seigneurs du DLC sont également achetables séparément quand le dernier est offert gratuitement. C'est un moment important pour la franchise car ce dernier seigneur, Arbaal l'Invincible, devient le 100ème a être rajouté en jeu sur les trois opus confondus. Le DLC a reçu de bonnes critiques à sa sortie.  